# Doněcké akademické oblastní činoherní divadlo
Doněcké akademické oblastní činoherní divadlo (ukrajinsky Донецький академічний обласний драматичний театр) je profesionální divadlo zaměřené na činoherní produkci v ukrajinském přístavním městě Mariupol. Sídlí v historizující budově z roku 1960, která je dominantou Divadelního náměstí (ukrajinsky Театральний сквер).

## Historie
Za počátek divadelnictví v Mariupolu se považuje rok 1847, kdy do města poprvé zavítal divadelní soubor pod vedením V. Vinogradova. Mariupol však v té době neměl vhodnou budovu, a tak se představení odehrávala v pronajaté stodole v Jekatěrinské ulici (dnešní Nikopolská třída). V 50. a 60. letech 19. století zřídil místní obyvatel Popov ve své stodole první divadlo.
V roce 1878 byl ve městě založen první profesionální divadelní soubor. Právě z té doby pochází Městské činoherní divadlo, dnes Doněcké akademické oblastní činoherní divadlo. V roce 1884 byl ustaven Mariupolský hudebně-dramatický spolek, jehož členové pořádali ochotnická představení a koncerty. Dne 8. listopadu 1887 byla otevřena nová divadelní budova zvaná Koncertní sál (později Zimní divadlo), a to zásluhou podnikatele, herce, režiséra a pedagoga Vasilije L. Šapovalova. Divadlo mělo velké jeviště, oddělené orchestřiště a hlediště s kapacitou 800 míst.

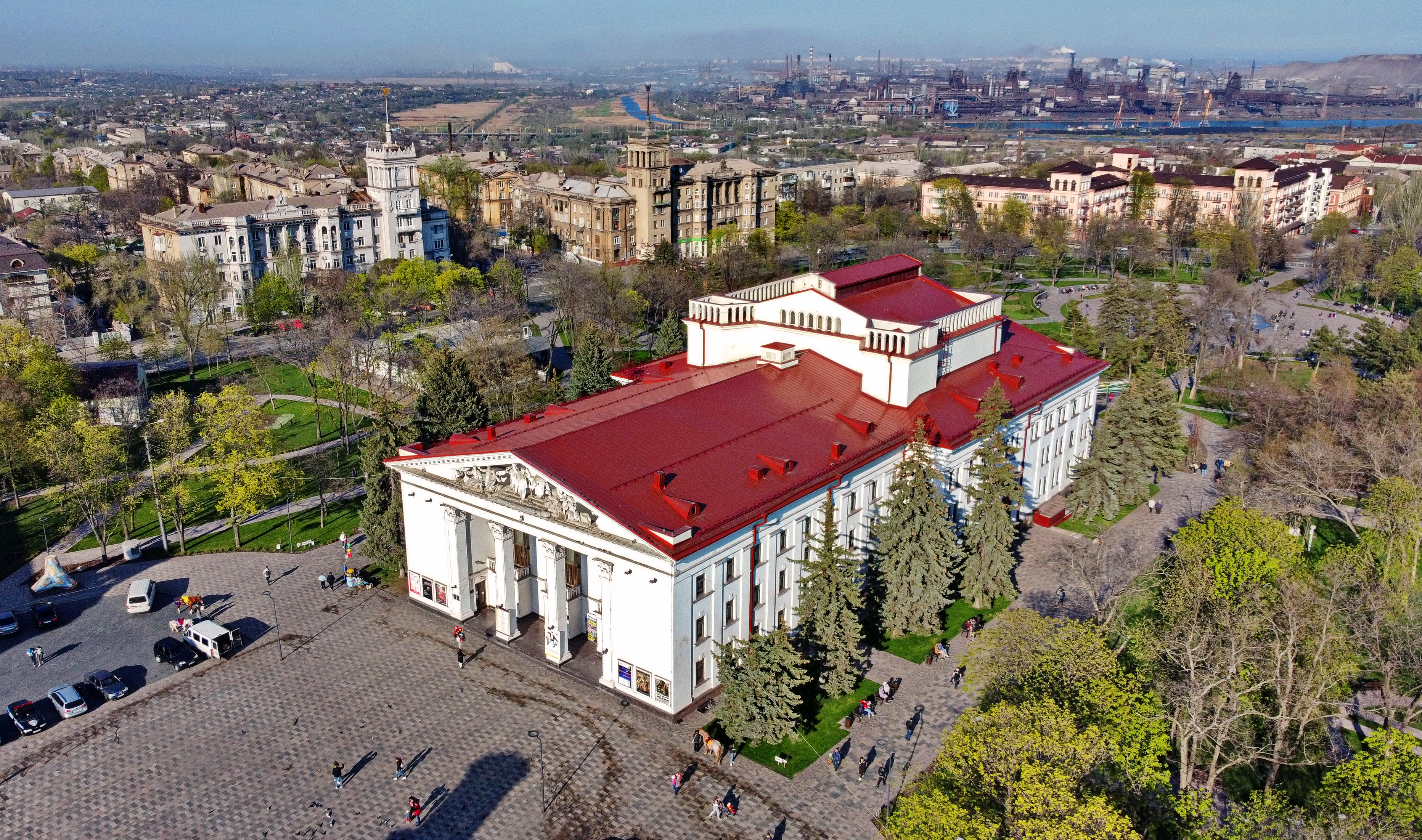
Budova divadla z roku 1960 na Divadelním náměstí (stav r. 2021)

Ve 20. letech 20. století působil v Mariupolu činoherní soubor „Nové divadlo“ pod vedením A. Borisoglebského. V roce 1934 vzniklo na základě Městského činoherního divadla Celodoněcké hudebně-dramatické divadlo se stálým sídlem v Mariupolu. Po druhé světové válce v roce 1947 bylo ruské činoherní divadlo v Mariupolu uzavřeno, k obnově činnosti pak došlo v roce 1959. Byla vybudována nová stálá divadelní scéna, ustaven divadelní soubor a připravovány nové inscenace. Slavnostní otevření se konalo 2. listopadu 1960 premiérou hry Alekseje Nikolajeviče Arbuzova Irkutská historie.
V roce 1978 Mariupol oslavil 100. výročí městského divadla a při té příležitosti byl soubor tehdejšího Doněckého státního ruského činoherního divadla vyznamenán Řádem cti. V roce 1985 byla otevřena malá divadelní scéna. Dne 12. listopadu 2007 Ministerstvo kultury a cestovního ruchu Ukrajiny udělilo divadlu akademický statut. V roce 2016 došlo k přejmenování na Doněcké akademické oblastní činoherní divadlo.

### Ruská invaze 2022

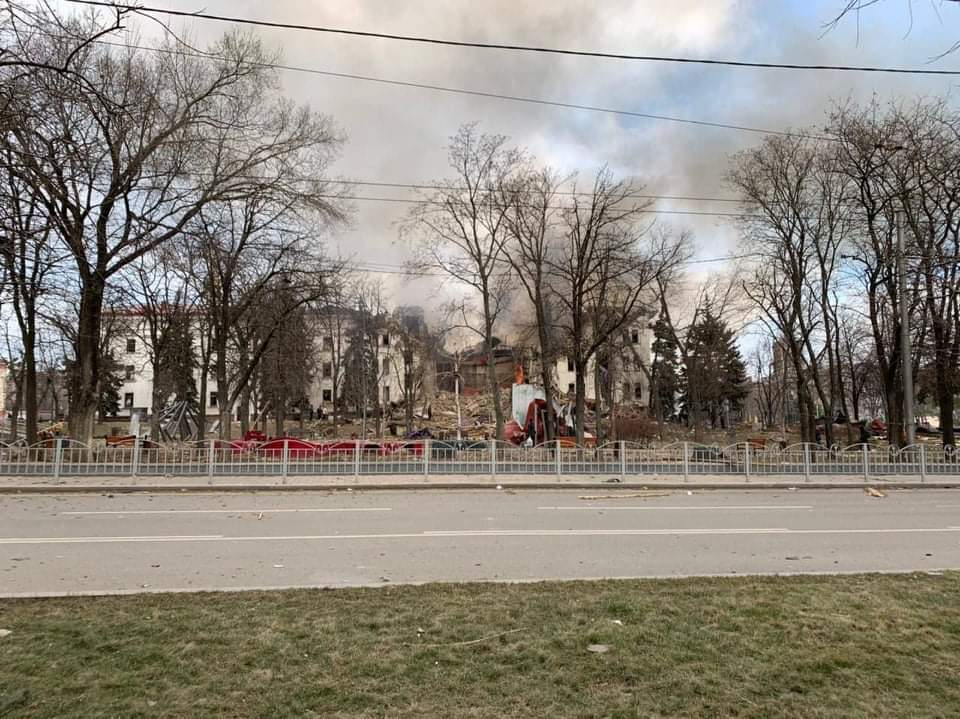
Poškozená budova divadla v březnu 2022.

V době Ruské invaze na Ukrajinu na jaře 2022 sloužila divadelní budova jako útočiště pro obyvatele města, kteří přišli o domovy v důsledku bombardování. Podle svědectví zveřejněného stanicí BBC lidé rozštípali dřevěná sedadla z hlediště na otop a na jejich měkkých částech spali, po několika dnech v divadle zprovoznili polní kuchyni.
Podle ukrajinských úřadů dne 16. března 2022 po čtvrté hodině odpoledne svrhlo ruské letadlo na budovu bombu, došlo ke zničení centrální části divadla a vstupu do protileteckého krytu. Podle místostarosty města Sergeje Orlova v té době bylo v budově 1 000 až 1 200 osob. Ruské ministerstvo obrany bombardování divadla popřelo, podle jeho verze budovu zaminovali a vyhodili do povětří bojovníci dobrovolnického praporu Azov, součásti Ukrajinské národní gardy. Podle ukrajinského prezidenta Zelenského ruské vojsko bombardovalo divadlo záměrně, podobně jako jiné civilní cíle. Americká soukromá firma Maxar Technologies téhož dne zveřejnila satelitní snímek pořízený 14. března, dokumentující obří ruské nápisy „děti“ namalované v té době na dlažbě po obou stranách divadla. Londýnská společnost McKenzie Intelligence Services pro BBC později uvedla, že byla budova zasažena pravděpodobně jedinou bombou, podle přesného zásahu středu budovy se mohlo jednat o laserem naváděnou střelu, KAB-500L či podobnou variantu odpálenou z letadla.
Následujícího dne ukrajinský poslanec a někdejší hejtman Doněcké oblasti Serhij Taruta informoval, že protiletecký kryt pod divadlem bombardování vydržel a podařilo se z něj v první chvíli vyprostit nejméně 130 osob. Kvůli dalšímu ostřelování však bylo nutno odklízení trosek a vyprošťovací práce přerušit. Ukrajinská ombudsmanka Ljudmyla Denisovová uvedla, že pod budovou zůstalo ještě minimálně dalších 1 300 lidí. Podle informací z 18. března při bombardování nikdo nezahynul, jedna osoba byla těžce zraněna. Vedení města však 25. března oznámilo, že útok mohl mít podle očitých svědectví až 300 obětí na životech.
Italský ministr kultury Dario Franceschini informoval o nabídce italské vlády poskytnout Ukrajině prostředky na obnovu divadla.
Symboliku nápisu „děti“ na dlažbě před divadlem využila mimo jiné 22. března 2022 některá česká divadla a další instituce, které se připojily k akci „Světlo pro Mariupol“, aby vyjádřily soudržnost s lidmi v bombardovaném Mariupolu. K akci se připojila i divadla na Slovensku či ve Švýcarsku, z českých scén pak Národní divadlo v Praze, Národní divadlo moravskoslezské v Ostravě, Východočeské divadlo Pardubice, Klicperovo divadlo v Hradci Králové a další.